# Ambar à Laćarak
L'ambar à Laćarak (en serbe cyrillique : Амбар у Лаћараку ; en serbe latin : Ambar u Laćaraku) se trouve à Laćarak, dans la province de Voïvodine, dans le district de Syrmie et sur le territoire de la ville de Sremska Mitrovica, en Serbie. Il est inscrit sur la liste des monuments culturels de grande importance de la république de Serbie (identifiant no SK 1322).

## Présentation
L'ambar (grenier), situé 174 rue 1. novembra, a été construit à la fin du XIXe siècle. Contrairement à d'autres bâtiments du même genre, sa façade principale donne sur la rue et sur une cour et il s'étend environ sur 10 m.
L'ambar possède des fondations en maçonnerie profondes d'un mètre ; entre l'ambar proprement dit et le čardak (sorte de fortin défensif) se trouve un hangar doté de deux portails cintrés. L'ambar et le čardak possèdent une structure en chêne qui tient un système de planches. L'édifice est couvert d'un toit en tuiles à deux pans qui forme un pignon modestement décoré.